# (2740) Tsoj
(2740) Tsoj – planetoida z pasa głównego asteroid okrążająca Słońce w ciągu 5 lat i 76 dni w średniej odległości 3 j.a. Została odkryta 26 września 1974 roku w Krymskim Obserwatorium Astrofizycznym w Naucznym na Półwyspie Krymskim przez Ludmiłę Żurawlową. Nazwa planetoidy pochodzi od Wiktora Coja (1962-1990), rosyjskiego poety i rockmana. Przed nadaniem nazwy planetoida nosiła oznaczenie tymczasowe (2740) 1974 SY4.